# 明石健志
明石 健志（あかし けんじ、1986年1月9日 - ）は、北海道旭川市出身の元プロ野球選手（内野手・外野手、右投左打）、プロ野球コーチ。
プロ入り後、福岡ダイエーホークス、福岡ソフトバンクホークス一筋でプレー。引退後も同球団のコーチやスタッフを歴任している。

## 経歴

### プロ入り前
先に野球を始めていた兄と、父がコーチとして教えていた影響で、旭川市立忠和小学校の2年時から野球をスタート。高学年での守備位置は三塁手と遊撃手だった。
旭川市立忠和中学校への進学後は、旭川大雪ウィナーズでプレー。1年時から「3番・遊撃手」に定着すると、その年の夏に出場した全国大会で、チームを準決勝進出に導いた。2年時に出場した全国大会では、チームの優勝に貢献するとともにMVPを獲得。3年時には主将も務めた。
中学校からの卒業を機に、地元の北海道を離れて山梨学院大学附属高等学校に進学。入学時の監督・鈴木英夫が「野球での守備の中心は二塁手にある」という考えの持ち主だったことから、2年秋から本格的に二塁手へ転向した。転向直後に臨んだ第55回関東地区高等学校野球大会山梨県予選では、2回戦にサヨナラスクイズを成功させると、3回戦では猛打賞を記録。チーム8年ぶりの関東大会出場と、同大会での準々決勝進出に貢献した。3年夏の選手権山梨大会では、北杜高校との初戦（2回戦）に1番打者として出場すると、自身の先頭打者三塁打からチームを5回コールド勝利に導いている。当時の同級生には、内村賢介がいた。
高校時代には春夏とも甲子園球場の全国大会と無縁であったが、身体能力の高さを見込まれて、2003年のNPBドラフト会議で福岡ダイエーホークスから4位で指名。契約金5000万円、年俸700万円（金額は推定）という条件で入団した。背番号は36。

### ダイエー・ソフトバンク時代
2004年は5月2日の対大阪近鉄バファローズ戦（大阪ドーム）8回表に本間満の代打として一軍公式戦にデビュー。1点ビハインドの一死無走者という局面で初打席を迎えたにもかかわらず、一軍初安打を川尻哲郎からの右中間三塁打、次打者・川﨑宗則の犠牲フライで初得点も記録した。5月9日の対オリックス・ブルーウェーブ戦（福岡ドーム）ではチームの1点ビハインドで迎えた9回裏に先頭打者として安打で出塁したペドロ・バルデスの代走に起用。一軍公式戦では初めての代走ながら後続打者の進塁打で三塁まで進むと、二死満塁で巡ってきた本間の打席中に山口和男の暴投で本塁に生還。その直後に本間が安打を打ったことでチームはサヨナラ勝利を収めた。王貞治監督の構想を背景に外野の守備練習を本格的に始めたばかりの5月12日の対西武ライオンズ戦（宮崎県営野球場）で9回表にプロ入り後初めて中堅手に起用。二死二・三塁の場面で佐藤友亮が打った安打を捕球すると、二塁走者・後藤武敏の本塁生還を好返球で阻止したが、翌13日からは二軍で実戦経験を積むことに専念した。ウエスタン・リーグ公式戦では、81試合に出場。打率.304（リーグ6位）、三塁打12本（リーグ1位）、19盗塁（リーグ4位）という好成績で、リーグの優秀選手賞を受賞した。その一方でシーズン終了後の秋季キャンプでは王の方針で内野手としての練習を優先した。この年に正遊撃手へ定着したばかりの川﨑が右肩痛で参加を見送ったことや当時の正二塁手だった井口資仁がポスティングシステムでMLBに挑戦する意向を示していたことによる。
2005年は井口が上記の事情でシカゴ・ホワイトソックスへ移籍したことを背景にウエスタン・リーグ公式戦で開幕から主に二塁手として起用。6月中旬までは43試合の出場で打率.281を記録していたが、同月23日の対サーパス神戸戦（北神戸田園スポーツ公園野球場）で本塁へ突入した際に右足首を捻挫したため、3か月近い戦線離脱を余儀なくされた。9月中旬に戦線復帰を果たしたが、打率.270でシーズンを終えるほど振るわず、一軍への昇格も見送られた。
2006年はシーズン中に右肩を痛めたため、8月10日に右肩上方関節唇縫合手術を受けた。その影響で前年に続いて一軍公式戦に出場できなかった。
2007年は6月30日の対千葉ロッテマリーンズ戦（ヤフードーム）に代走ながら3年ぶりに一軍公式戦へ出場。7月8日の対西武戦（グッドウィルドーム）では9回表無死満塁で山崎勝己の代打に起用されると、一軍公式戦での初打点を岩﨑哲也からの適時打を記録した。7月13日の対ロッテ戦（千葉マリンスタジアム）では、「8番・指名打者」として一軍公式戦に初先発出場した（成績は三振、捕邪飛、右飛、三振）。一軍公式戦では、通算で15試合に出場。代打や指名打者としての起用ばかりで、守備に就く機会はなく、打率も.176に留まった。
2008年は6月中旬から一軍へ昇格。7月19日の対東北楽天ゴールデンイーグルス戦（クリネックススタジアム宮城）では6回表に代打で田中将大から内野安打を打って出塁すると、二塁への盗塁を成功させたことによって一軍公式戦での初盗塁を記録した。一軍公式戦には一塁の守備固めを中心に通算で29試合に出場。シーズン中に開かれた北京オリンピック前後の試合では、野球日本代表として出場した川﨑に代わって遊撃手として先発出場した一方で、ウエスタン・リーグの公式戦では46試合の出場で打率.282、リーグ最多の8三塁打を記録。8月27日の対阪神タイガース戦では本塁打が出ればサイクル安打を達成する状況で8回裏の打席に立ったが、クリス・リーソップから右手に死球を受けた。当日は試合後に一軍のナイトゲーム（同ドームでの対オリックス戦）にも出場する予定だったが、病院で右手第2・3指骨折と診断されたため出場選手登録を抹消。そのまま一軍へ復帰できなかった。
2009年は7月に一軍へ昇格すると、8月2日の対オリックス戦（ヤフードーム）では一軍公式戦で5年ぶりに外野手で先発出場。この年は外野のレギュラー陣の一角を担っていた多村仁志が欠場しがちだったことから、以降の一軍公式戦でも内野手登録ながら外野手として24試合で先発出場した。8月11日の対楽天戦（クリネックススタジアム宮城）では岩隈久志から3安打を打つ活躍でプロ入り初の猛打賞を記録。岩隈からは9月29日の対戦でも2打席連続で三塁打を打った。8月26日の対ロッテ戦（千葉マリン）では一軍公式戦での初本塁打を小林宏之からのソロ本塁打で記録。レギュラーシーズンでは一軍公式戦での通算打席数が初めて100を超え、打率.291という好成績を残した。チームのレギュラシーズン2位で臨んだクライマックスシリーズ（CS）ファーストステージでも右翼手で全2試合で先発出場したが、8打数2安打という成績にとどまった。
2010年は一軍公式戦39試合に出場。バッテリーを除く7ポジションを守った一方で打率は.128にとどまった。秋季キャンプ期間中の11月7日に実施された第16回アジア競技大会野球日本代表との練習試合では外野手として臨んだ初回の守備で西郷泰之が右中間に放った打球（本塁打）を追った際にフェンスへ激突。当初は左足の捻挫と診断されていたが、後に左足の甲を骨折していたことが判明した。
2011年は7月から一軍へ昇格。当時の主力打者であった小久保裕紀やアレックス・カブレラに代わって、一塁手として18試合で先発出場した。試合途中からの守備起用も一塁手が35試合と多く、外野での起用は左翼手6試合、右翼手1試合だった。打撃面では打率.278、出塁率.347と安定。全25安打のうち三塁打を5本記録した。
2012年はシアトル・マリナーズへ移籍した川﨑に代わって、3月30日の開幕戦（対オリックス戦）、一軍公式戦の開幕から「2番・遊撃手」として先発出場。打撃が好調だったことに加えて、正二塁手の本多雄一が故障で戦線を離脱したことから、4月下旬から1か月近くにわたって「1番・二塁手」に回った。本多が一軍に復帰した5月下旬から遊撃手に戻ったが、同月の月間打率は.340にまで達していた。しかし、6月6日の対読売ジャイアンツ戦（ヤフードーム）1回表の遊撃守備中にぎっくり腰を発症。その影響で自身も一時戦線を離れた。7月7日の対北海道日本ハムファイターズ戦（札幌ドーム）では9回表の第5打席に、乾真大から19球粘った末に四球を選んで出塁した。公式戦における1打席19球は1947年11月11日の太陽ロビンス対金星スターズ戦で大陽の松井信勝が19球粘って四球を選んで以来65年ぶりの当時NPB最多タイ記録である。さらに、オールスターゲームに初めて選出。パシフィック・リーグ（パ・リーグ）指名打者部門のファン投票1位だったターメル・スレッジ（日本ハム）の故障による出場辞退に伴って、補充選手として選出されたが全3試合に途中から出場した。7月22日の第2戦（松山坊っちゃんスタジアム）では7回表に迎えたオールスターゲーム初打席で野村祐輔から初安打を記録。遊撃の守備でも再三にわたって好プレーを披露したことから敢闘選手に選ばれた。後半戦は正三塁手の松田宣浩が死球で戦線を離脱した8月上旬から三塁手として46試合に先発出場。試合の終盤には今宮健太が遊撃の守備固めに入っていたため、一塁の守備に回ることも多かった。6月以降は打撃が低迷したものの、シーズン中には2度の1試合4安打などで猛打賞を11回記録。一軍公式戦全体では135試合に出場すると、リーグの規定打席へ初めて到達。1番、2番、9番打者に起用されながら、打率.255を記録したほか、129安打や25盗塁と自己最多の成績を残した。
2013年は1月の自主トレーニング中に右膝を痛めたものの、レギュラーシーズンでは開幕直後の4月7日から一軍へ昇格。昇格後は一軍公式戦15試合に出場したが、打率が.103にとどまるなど振るわず、5月18日に出場選手登録を抹消された。さらに抹消中の6月4日に出場したウエスタン・リーグの対中日ドラゴンズ戦で守備中に中西健太と激突。担架で病院に運ばれたが、8月29日の対ロッテ戦（ヤフオクドーム）で「7番・一塁手」として先発出場すると、4回裏の打席でシーズン1号本塁打を西野勇士からの3点勝ち越し本塁打で記録した。復帰後は打率.300（50打数15安打）と活躍したものの、今宮の急成長によって遊撃手としては起用されなかった。
2014年は公式戦の開幕からフルシーズン一軍に帯同。開幕当初は主に代打・守備要員として起用されていたが、本多の打撃不振や骨折、内川聖一の肉離れ、松田の骨折、長谷川勇也の靭帯部分断裂などを背景に5月中旬以降は先発での出場が増えた。レギュラーシーズンでは通算で一軍公式戦93試合に出場。64試合で先発出場した。打線では主に9番（37試合）を任されていたが、二塁手として38試合、三塁手として19試合、一塁手として7試合に起用されるなど、ユーティリティープレイヤーとしてチームの3年ぶりリーグ優勝に貢献した。走塁面では8月17日の対オリックス戦（京セラドーム大阪）で、吉田一将 - 伊藤光のバッテリーからプロ入り後初めての複数盗塁を記録。同月には、22日の対ロッテ戦（涌井秀章 - 田村龍弘）と31日の対楽天戦（武藤好貴 - 嶋基宏）でも複数の盗塁を成功させた。
チームのパ・リーグ連覇で臨んだ日本ハムとのCSファイナルステージでは二塁手として全6試合に先発出場。打率.304（23打数7安打）、4得点を記録したほか、2度成功させた盗塁がいずれも得点につながる活躍でチームの日本シリーズ進出に貢献した。阪神タイガースとの日本シリーズでも二塁手で全5試合に先発出場。打率は.214（14打数3安打）ながら、3四球と3得点を記録したほか、3度成功させた犠打がいずれもチームの得点と勝利につながった。10月30日の第5戦（福岡ヤフオクドーム）では1点リードだった9回表からデニス・サファテによる3者連続与四球で招いた一死満塁のピンチで、一塁手として西岡剛の打ったゴロを捕球。捕手・細川亨への送球によって三塁走者の生還を阻止すると、細川から自身への返球が西岡の背中に当たるハプニング（記録上は西岡の守備妨害）で併殺が完成したことによって、チームのシリーズ制覇の瞬間をダイヤモンド上で迎えた。
2015年は一軍の代打・守備要員としてレギュラーシーズンをスタート。しかし、正二塁手の本多が早々に戦線を離脱したことから髙田知季・川島慶三などと正二塁手の座を争った。4月29日に故郷・札幌ドームで催された対日本ハム戦では3点ビハインドで迎えた2回表の打席で一軍公式戦では初めての逆転満塁本塁打を中村勝から打った。6月下旬から徐々に調子を上げると、7月28日の対楽天戦（秋田こまちスタジアム）以降の試合では1番打者に定着。一軍公式戦には115試合の出場で二塁手として45試合、一塁手として34試合で先発出場。パ・リーグの規定打席にはわずかに届かなかったが、打率.263、11盗塁、自己最多の3本塁打を記録する活躍。チームのリーグ3連覇に貢献した。CSファイナルステージの突破を経て臨んだ東京ヤクルトスワローズとの日本シリーズでは「2番・二塁手」として全5試合に先発出場。打率.438（16打数7安打）、1本塁打、7四死球、出塁率.609という好成績で優秀選手賞を受賞した。
2016年は一軍公式戦の開幕を「5番・一塁手」として先発出場したが、故障の影響で3月28日に出場選手登録を抹消された。7月下旬から一軍へ復帰したが、本多が正二塁手の座を取り戻した影響で自身の出場機会は一塁手としての先発出場か内野の守備固めに限られた。一軍公式戦への出場は47試合（先発出場は32試合）の出場にとどまったが、9月22日の対日本ハム戦（ヤフオクドーム）で4年ぶりに左翼手として試合の途中から出場したことを皮切りに左翼手として2試合で先発出場した。シーズン終了後の12月14日に入団以来13シーズンにわたって着用していた背番号36から8に変更することが発表された。
2017年はレギュラーシーズンの開幕を一軍で迎えたが、腰痛を発症したため4月1日から23日まで出場選手登録を抹消。4月29日の対オリックス戦（京セラドーム大阪）では死球の影響で欠場した柳田悠岐に代わって、一軍公式戦では初めて3番打者に起用された（詳細後述）。8月15日の対オリックス戦では3打点を挙げる活躍、レギュラーシーズンにおける福岡ソフトバンクホークスとしての通算1000勝達成に貢献。試合後にはチームを代表して単独でヒーローインタビューを受けた。途中から出場した9月23日の対楽天戦で走者として帰塁の際に右手親指を痛めたが、レギュラーシーズン全体では正二塁手として一軍公式戦103試合に出場。8月26日の対ロッテ戦で自身2年ぶりの本塁打を打つなど、チームの2年ぶりパ・リーグ優勝に貢献した。レギュラーシーズン3位だった楽天とのCSファイナルステージでは打率.167（12打数2安打）と不振で、同ステージの突破を経て臨んだ横浜DeNAベイスターズとの日本シリーズでも11月2日の第5戦で敗戦につながる失策を犯した。それでも日本シリーズ全体ではCSを上回る打率.250（12打数3安打）を記録。10月29日の第2戦（いずれもヤフオクドーム）では2点ビハインドの7回裏に代打で二塁打を打ってチームの逆転勝利につなげるなど、チームの2年ぶりシリーズ制覇に寄与した。なお、レギュラーシーズン中の5月23日に国内FAの権利を取得したが、日本シリーズ終了後の11月13日に権利を行使しない旨を表明。12月19日の契約更改では2018年シーズンからの3年契約を締結するとともに、推定で4500万円もの昇給によって1億円プレイヤーの仲間入りを果たした。
2018年は春季キャンプ終盤の2月27日に腰痛を発症。救急車で急遽病院へ搬送された。4月中旬から一軍へ昇格したものの、レギュラーシーズン中も腰痛に悩まされたため、一軍公式戦への出場は45試合にとどまった。それでも23試合で一塁手、21試合で二塁手、2試合で外野手に起用。打率は前年（.279）を上回る.282、本多の引退試合として催された10月6日の対西武戦では、代打でこの年唯一の本塁打を打った。チームはパ・リーグの2位でレギュラーシーズンを終えたが、CS突破を経て臨んだ広島東洋カープとの日本シリーズでは二塁手として好守を連発。11月1日の第5戦（ヤフオクドーム）では1点ビハインドの7回裏で迎えた打席で左投手のヘロニモ・フランスアから同点のソロ本塁打を打つと、チームは延長10回裏に柳田のソロ本塁打でサヨナラ勝利。この勝利が3日の第6戦（MAZDA Zoom-Zoom スタジアム広島）でのシリーズ2連覇につながった。
2019年は前年に続いて腰に痛みを抱えていたことから、春季キャンプ中の2月21日に脊椎全内視鏡ヘルニア摘出手術を受けた関係で前年に続き開幕二軍。4月24日に一軍に合流すると、翌25日のオリックス戦で自身初のサヨナラ本塁打を打つ。なお、この本塁打が本拠地のヤフオクドームにおいて平成最後となる本塁打となった。また、バック宙でホームインして注目を集める。しかし、その後は手術の影響からか打率が2割前後と低迷。打撃面では8月以降は復調傾向となり、9月の月間打率は3割を超えたが、最終的には99試合の出場で.248と数字を落とした。その一方で、自身キャリアハイとなる5本塁打を記録。特に9月22日のオリックス戦では山本由伸から自身初となる先頭打者本塁打を記録した。
2020年は開幕を一軍で迎え、7月11日の対楽天戦において決勝打となる二塁適時打を打つ。7月31日の対埼玉西武戦では決勝本塁打を記録するも、9月8日に右手関節炎で離脱を余儀なくされた。9月29日に約20日ぶりに復帰すると10月31日の対埼玉西武戦では自身3年ぶりとなる1試合4安打を記録した。怪我での離脱やコロナ禍による影響を受けて開幕が遅れたことで69試合の出場となったが、打率は.253と前年を上回った。
2021年は開幕を一軍で迎え、中村晃が本格的に一塁手に転向したこともあり、主に代打で起用された。長年悩まされていた故障も無く、出場を続けていたが、打撃不振に陥り、5月9日の西武戦で左安打を放ってから7月13日の楽天戦で捕安打を記録するまでの約2か月間、16度の代打機会で13打数連続ノーヒットと苦しんだ。後半戦に入っても、打撃の調子が上向かず、9月2日に登録抹消となった。そのまま一軍に昇格することなく、シーズンを終え、この年は代打としては38試合の出場で打率.156、シーズン全体でも57試合の出場で打率.202に留まった。
2022年は二軍スタートとなり、4月1日に一旦一軍昇格を果たしたものの、出場機会のないまま同5日に抹消、5月27日にシーズン2度目の昇格を果たすと、5月31日の交流戦対巨人1回戦（東京ドーム）では8回表二死二塁で投手津森宥紀の代打として出場し、決勝点となる三塁打を放つ。6月24日の対日ハム戦で通算1000試合目出場記録を達成。しかし代打での起用が主となり、5月から7月の3か月間、出場15試合で23打数2安打と不調に終わる。8月31日の対ロッテ19回戦（PayPayドーム）で久々の先発出場を果たし、4打数2安打で同シーズン初の複数安打を記録したものの、翌日は4打数無安打に終わり再び登録抹消となる。9月23日、2022年シーズン限りで現役を引退することが発表された。会見翌日の9月24日、引退選手特例で一軍に昇格し、対ロッテ22回戦（PayPayドーム）7回裏一死無走者で柳町達の代打として出場、ロッテ3番手八木彬の0-2からの3球目を打ち返し投手強襲の内野安打となり、生涯通算安打数を648本とし、直後に代走佐藤直樹と交代して退いた。

### 現役引退後
2023年から2024年に二軍打撃コーチを務めた。その間、背番号は88を着用した。
2025年からはR&Dグループスキルコーチ（打撃）に配置転換され、当初はコーチ登録を外れていたが、シーズン途中となる5月3日に再度登録された。背番号は026。主力選手が相次いで離脱し、若手が一軍の主体になっていることから、迅速な指導を可能にするための措置。

## 選手としての特徴
最大の特徴として、内野ならばどこでも守れるユーティリティープレイヤーであることが挙げられる。また、外野手として出場することもある。
プロ入り前は高校時代に1試合で5盗塁、50メートル走のタイムが5秒6、遠投110メートルと高い身体能力を示していた。
打撃では三塁打が多く、自身もこだわりを持っており、「ミスタースリーベース」の異名を持っていた。
2017年4月22日に京セラドーム大阪で行われた対オリックス戦において、死球の影響で欠場した柳田悠岐に代わり、プロ12年目にして初めての3番打者での先発出場。これにより、4番打者以外の全打順で出場経験を得た。

## 人物
北海道にいた頃から秋山幸二に憧れ、ダイエーホークスの大ファンであり、2003年11月20日にスカウトが指名挨拶を行った際には「秋山さんのような、どれを取っても一流と言われる選手になりたい」と述べた。高校2年時の修学旅行で福岡ドームに隣接するホテルに宿泊した際には「いつかは自分もここでプレーがしたい」とプロへの思いを固めていた。2019年4月25日にサヨナラ本塁打を打った際には現役時代の秋山と同様にバック宙ホームインを披露した。
お笑い芸人のとにかく明るい安村は、同じ旭川出身で、同じ少年野球チームの先輩・後輩の関係。

## 詳細情報

### 年度別打撃成績
| 年 度      | 球 団                 | 試 合 | 打 席 | 打 数 | 得 点 | 安 打 | 二 塁 打 | 三 塁 打 | 本 塁 打 | 塁 打 | 打 点 | 盗 塁 | 盗 塁 死 | 犠 打 | 犠 飛 | 四 球 | 敬 遠 | 死 球 | 三 振 | 併 殺 打 | 打 率 | 出 塁 率 | 長 打 率 | O P S |
| ---------- | --------------------- | ----- | ----- | ----- | ----- | ----- | -------- | -------- | -------- | ----- | ----- | ----- | -------- | ----- | ----- | ----- | ----- | ----- | ----- | -------- | ----- | -------- | -------- | ----- |
| 2004       | ダイエー ソフトバンク | 7     | 5     | 4     | 2     | 1     | 0        | 1        | 0        | 3     | 0     | 0     | 0        | 0     | 0     | 1     | 0     | 0     | 2     | 0        | .250  | .400     | .750     | 1.150 |
| 2007       | ダイエー ソフトバンク | 15    | 18    | 17    | 3     | 3     | 1        | 0        | 0        | 4     | 1     | 0     | 0        | 0     | 0     | 1     | 0     | 0     | 6     | 1        | .176  | .222     | .235     | .458  |
| 2008       | ダイエー ソフトバンク | 29    | 55    | 49    | 8     | 11    | 2        | 1        | 0        | 15    | 4     | 1     | 0        | 2     | 2     | 1     | 0     | 1     | 17    | 0        | .224  | .245     | .306     | .551  |
| 2009       | ダイエー ソフトバンク | 48    | 114   | 103   | 14    | 30    | 9        | 2        | 1        | 46    | 9     | 6     | 0        | 2     | 1     | 8     | 0     | 0     | 27    | 0        | .291  | .339     | .447     | .786  |
| 2010       | ダイエー ソフトバンク | 39    | 51    | 47    | 8     | 6     | 2        | 0        | 0        | 8     | 0     | 2     | 1        | 2     | 0     | 2     | 0     | 0     | 12    | 1        | .128  | .163     | .170     | .333  |
| 2011       | ダイエー ソフトバンク | 58    | 105   | 90    | 8     | 25    | 1        | 5        | 1        | 39    | 15    | 5     | 2        | 4     | 1     | 10    | 1     | 0     | 21    | 2        | .278  | .347     | .433     | .780  |
| 2012       | ダイエー ソフトバンク | 135   | 567   | 508   | 54    | 129   | 8        | 6        | 1        | 152   | 27    | 25    | 10       | 23    | 1     | 33    | 0     | 2     | 98    | 2        | .254  | .301     | .299     | .601  |
| 2013       | ダイエー ソフトバンク | 33    | 89    | 79    | 8     | 18    | 1        | 1        | 1        | 24    | 7     | 2     | 2        | 4     | 0     | 6     | 0     | 0     | 16    | 1        | .228  | .282     | .304     | .586  |
| 2014       | ダイエー ソフトバンク | 93    | 273   | 250   | 38    | 63    | 10       | 4        | 1        | 84    | 21    | 17    | 4        | 7     | 1     | 13    | 1     | 2     | 54    | 4        | .252  | .293     | .336     | .629  |
| 2015       | ダイエー ソフトバンク | 115   | 394   | 342   | 49    | 90    | 12       | 3        | 3        | 117   | 30    | 11    | 5        | 12    | 4     | 31    | 1     | 5     | 64    | 4        | .263  | .330     | .342     | .672  |
| 2016       | ダイエー ソフトバンク | 47    | 152   | 135   | 17    | 31    | 6        | 2        | 0        | 41    | 16    | 6     | 2        | 6     | 2     | 7     | 0     | 2     | 34    | 3        | .230  | .274     | .304     | .578  |
| 2017       | ダイエー ソフトバンク | 103   | 339   | 290   | 37    | 81    | 10       | 3        | 1        | 100   | 23    | 5     | 6        | 15    | 3     | 30    | 1     | 1     | 57    | 3        | .279  | .346     | .345     | .691  |
| 2018       | ダイエー ソフトバンク | 45    | 115   | 103   | 16    | 29    | 5        | 3        | 1        | 43    | 12    | 2     | 1        | 0     | 0     | 11    | 1     | 1     | 21    | 0        | .282  | .357     | .417     | .774  |
| 2019       | ダイエー ソフトバンク | 99    | 315   | 282   | 31    | 70    | 12       | 3        | 5        | 103   | 21    | 6     | 2        | 5     | 1     | 26    | 1     | 1     | 66    | 6        | .248  | .313     | .365     | .678  |
| 2020       | ダイエー ソフトバンク | 63    | 172   | 154   | 20    | 39    | 9        | 1        | 2        | 56    | 17    | 4     | 2        | 5     | 1     | 12    | 0     | 0     | 32    | 1        | .253  | .305     | .364     | .669  |
| 2021       | ダイエー ソフトバンク | 57    | 95    | 84    | 5     | 17    | 2        | 0        | 0        | 19    | 7     | 1     | 1        | 0     | 1     | 9     | 0     | 1     | 18    | 1        | .202  | .284     | .226     | .510  |
| 2022       | ダイエー ソフトバンク | 22    | 35    | 30    | 2     | 5     | 0        | 1        | 0        | 7     | 3     | 0     | 0        | 2     | 0     | 3     | 0     | 0     | 5     | 1        | .167  | .242     | .233     | .476  |
| 通算：17年 | 通算：17年            | 1008  | 2894  | 2567  | 320   | 648   | 90       | 36       | 17       | 861   | 213   | 93    | 38       | 89    | 18    | 204   | 6     | 16    | 550   | 30       | .252  | .309     | .335     | .645  |

- ダイエー（福岡ダイエーホークス）は、2005年にソフトバンク（福岡ソフトバンクホークス）に球団名を変更

### 年度別守備成績
内野守備
| 年 度 | 球 団                 | 一塁  | 一塁  | 一塁  | 一塁  | 一塁  | 一塁     | 二塁  | 二塁  | 二塁  | 二塁  | 二塁  | 二塁     | 三塁  | 三塁  | 三塁  | 三塁  | 三塁  | 三塁     | 遊撃  | 遊撃  | 遊撃  | 遊撃  | 遊撃  | 遊撃     |
| 年 度 | 球 団                 | 試 合 | 刺 殺 | 補 殺 | 失 策 | 併 殺 | 守 備 率 | 試 合 | 刺 殺 | 補 殺 | 失 策 | 併 殺 | 守 備 率 | 試 合 | 刺 殺 | 補 殺 | 失 策 | 併 殺 | 守 備 率 | 試 合 | 刺 殺 | 補 殺 | 失 策 | 併 殺 | 守 備 率 |
| ----- | --------------------- | ----- | ----- | ----- | ----- | ----- | -------- | ----- | ----- | ----- | ----- | ----- | -------- | ----- | ----- | ----- | ----- | ----- | -------- | ----- | ----- | ----- | ----- | ----- | -------- |
| 2008  | ダイエー ソフトバンク | 13    | 51    | 3     | 0     | 4     | 1.000    | -     | -     | -     | -     | -     | -        | 1     | 0     | 0     | 0     | 0     | ----     | 9     | 6     | 13    | 0     | 2     | 1.000    |
| 2009  | ダイエー ソフトバンク | 3     | 3     | 1     | 0     | 0     | 1.000    | 3     | 3     | 2     | 0     | 0     | 1.000    | 10    | 3     | 4     | 1     | 1     | .875     | -     | -     | -     | -     | -     | -        |
| 2010  | ダイエー ソフトバンク | 9     | 31    | 3     | 2     | 1     | .944     | 2     | 0     | 1     | 0     | 0     | 1.000    | 1     | 0     | 2     | 0     | 0     | 1.000    | 1     | 1     | 1     | 0     | 1     | 1.000    |
| 2011  | ダイエー ソフトバンク | 53    | 200   | 8     | 0     | 13    | 1.000    | -     | -     | -     | -     | -     | -        | -     | -     | -     | -     | -     | -        | -     | -     | -     | -     | -     | -        |
| 2012  | ダイエー ソフトバンク | 59    | 131   | 8     | 0     | 7     | 1.000    | 24    | 53    | 61    | 1     | 13    | .991     | 48    | 22    | 90    | 2     | 7     | .982     | 59    | 67    | 150   | 6     | 18    | .973     |
| 2013  | ダイエー ソフトバンク | 18    | 135   | 6     | 0     | 9     | 1.000    | 5     | 9     | 13    | 0     | 3     | 1.000    | -     | -     | -     | -     | -     | -        | 4     | 2     | 1     | 1     | 1     | .750     |
| 2014  | ダイエー ソフトバンク | 24    | 79    | 5     | 0     | 6     | 1.000    | 41    | 91    | 117   | 5     | 20    | .977     | 27    | 12    | 28    | 2     | 1     | .952     | -     | -     | -     | -     | -     | -        |
| 2015  | ダイエー ソフトバンク | 60    | 310   | 33    | 1     | 16    | .997     | 64    | 99    | 129   | 0     | 18    | 1.000    | -     | -     | -     | -     | -     | -        | -     | -     | -     | -     | -     | -        |
| 2016  | ダイエー ソフトバンク | 32    | 153   | 16    | 1     | 14    | .994     | 14    | 26    | 37    | 0     | 8     | 1.000    | -     | -     | -     | -     | -     | -        | -     | -     | -     | -     | -     | -        |
| 2017  | ダイエー ソフトバンク | 72    | 386   | 23    | 1     | 22    | .998     | 36    | 61    | 65    | 1     | 15    | .992     | -     | -     | -     | -     | -     | -        | -     | -     | -     | -     | -     | -        |
| 2018  | ダイエー ソフトバンク | 23    | 96    | 10    | 0     | 10    | 1.000    | 21    | 27    | 32    | 1     | 9     | .983     | -     | -     | -     | -     | -     | -        | -     | -     | -     | -     | -     | -        |
| 2019  | ダイエー ソフトバンク | 18    | 72    | 4     | 0     | 7     | 1.000    | 78    | 135   | 162   | 4     | 26    | .987     | -     | -     | -     | -     | -     | -        | -     | -     | -     | -     | -     | -        |
| 2020  | ダイエー ソフトバンク | 44    | 324   | 17    | 2     | 22    | .994     | 2     | 3     | 4     | 0     | 1     | 1.000    | -     | -     | -     | -     | -     | -        | -     | -     | -     | -     | -     | -        |
| 2021  | ダイエー ソフトバンク | 17    | 57    | 8     | 0     | 4     | 1.000    | -     | -     | -     | -     | -     | -        | -     | -     | -     | -     | -     | -        | -     | -     | -     | -     | -     | -        |
| 2022  | ダイエー ソフトバンク | 13    | 52    | 4     | 0     | 7     | 1.000    | -     | -     | -     | -     | -     | -        | -     | -     | -     | -     | -     | -        | -     | -     | -     | -     | -     | -        |
| 通算  | 通算                  | 458   | 2080  | 149   | 7     | 142   | .997     | 290   | 507   | 623   | 12    | 113   | .990     | 87    | 37    | 124   | 5     | 9     | .970     | 73    | 76    | 165   | 7     | 22    | .972     |

外野守備
| 年 度 | 球 団                 | 外野  | 外野  | 外野  | 外野  | 外野  | 外野     |
| 年 度 | 球 団                 | 試 合 | 刺 殺 | 補 殺 | 失 策 | 併 殺 | 守 備 率 |
| ----- | --------------------- | ----- | ----- | ----- | ----- | ----- | -------- |
| 2004  | ダイエー ソフトバンク | 1     | 0     | 1     | 0     | 0     | 1.000    |
| 2009  | ダイエー ソフトバンク | 37    | 42    | 4     | 1     | 1     | .979     |
| 2010  | ダイエー ソフトバンク | 17    | 15    | 0     | 0     | 0     | 1.000    |
| 2011  | ダイエー ソフトバンク | 7     | 3     | 0     | 0     | 0     | 1.000    |
| 2012  | ダイエー ソフトバンク | 4     | 3     | 0     | 1     | 0     | .750     |
| 2016  | ダイエー ソフトバンク | 3     | 8     | 0     | 0     | 0     | 1.000    |
| 2017  | ダイエー ソフトバンク | 4     | 4     | 0     | 0     | 0     | 1.000    |
| 2018  | ダイエー ソフトバンク | 2     | 6     | 0     | 0     | 0     | 1.000    |
| 2019  | ダイエー ソフトバンク | 5     | 5     | 1     | 0     | 1     | 1.000    |
| 2020  | ダイエー ソフトバンク | 2     | 3     | 0     | 0     | 0     | 1.000    |
| 2021  | ダイエー ソフトバンク | 3     | 1     | 0     | 0     | 0     | 1.000    |
| 通算  | 通算                  | 85    | 90    | 6     | 2     | 2     | .980     |

- ダイエー（福岡ダイエーホークス）は、2005年にソフトバンク（福岡ソフトバンクホークス）に球団名を変更

### 表彰
- オールスターゲーム敢闘選手賞：1回（2012年第2戦）
- 日本シリーズ優秀選手賞：1回（2015年）

### 記録
初記録
- 初出場：2004年5月2日、対大阪近鉄バファローズ8回戦（大阪ドーム）、8回表に本間満の代打で出場[80]
- 初打席・初安打：同上、8回表に川尻哲郎から右中間三塁打
- 初打点：2007年7月8日、対西武ライオンズ10回戦（グッドウィルドーム）、9回表に山崎勝己の代打で出場、岩﨑哲也から右前適時打
- 初先発出場：2007年7月13日、対千葉ロッテマリーンズ13回戦（千葉マリンスタジアム）、「8番・指名打者」で先発出場
- 初盗塁：2008年7月19日、対東北楽天ゴールデンイーグルス12回戦（クリネックススタジアム宮城）、6回表に二盗（投手：田中将大、捕手：嶋基宏）
- 初本塁打：2009年8月26日、対千葉ロッテマリーンズ17回戦（千葉マリンスタジアム）、6回表に小林宏之から右中間へソロ

節目の記録
- 1000試合出場：2022年6月24日、対北海道日本ハムファイターズ10回戦（福岡PayPayドーム）、7回裏にアルフレド・デスパイネの代走で出場 ※史上515人目[80]

その他の記録
- オールスターゲーム出場：1回（2012年）

### 背番号
- 36（2004年 - 2016年[32]）
- 8（2017年[32] - 2022年）
- 88（2023年[63] - 2024年[62]）
- 026（2025年5月3日[66] - ）

### 登場曲
- 「虹」Aqua Timez
- 「YOU & I feat. LOVE LOVE LOVE」AZU
- 「Be...」Ms.OOJA

## 出演

### MV
- Ms.OOJA「Be...」（2016年）[82]